# جاذبية كمية حلقية
الجاذبية الكمية الحلقية هي نظرية في الجاذبية الكمومية تحاول دمج ميكانيكا الكم مع النسبية العامة، بما في ذلك دمج المادة الموجودة في النموذج المعياري بالنطاق المؤسس للحالة الصرفة للجاذبية الكمومية. تتنافس الجاذبية الكمية الحلقية مع نظرية الأوتار بصفتها مرشحًا للجاذبية الكمومية.
وفقًا لآينشتاين فالجاذبية ليست قوة؛ هي خاصيّة للزمكان ذاته. حتى الآن، فشلت كل المحاولات لاعتبار الجاذبية قوةً كمومية أخرى مساوية للقوى النووية والكهرومغناطيسية، والجاذبية الكمية الحلقية هي محاولة لتطوير نظرية كمومية للجاذبية ترتكز بشكل أساسي على صيغة آينشتاين الرياضية بدلًا من معاملة الجاذبية بصفتها قوة. في نظرية الجاذبية الكمية الحلقية يُكمم الزمان والمكان بنفس الطريقة التي تُحول فيها كميات مثل الطاقة والزخم في ميكانيكا الكم. تعطي النظرية صورةً فيزيائية للزمكان يكون فيها الزمان والمكان حبيبيّا الشكل وينفصلان مباشرةً بسبب التكميم مثل الفوتونات في النظرية الكمومية للكهرومغناطيسية ومستويات الطاقة المنفصلة للذرات. إن تضمين الفضاء المُكمم يعني وجود أقل مسافة.
تُفضل بنية المكان خيطًا مثاليًا إلى أقصى حد أو شبكة محبوكة من الحلقات المحدودة. يُطلق على هذه الشبكات من الحلقات شبكات اللف. يملك تطور شبكة اللف، أو رغوة اللف، مقياسًا على طول بلانك أي ما يُقارب  متر، والمقاييس الأصغر لا معنى لها. ولهذا، ليست المادة فقط بل المكان يُفضل بنية الذرات.
تتضمن مناطق البحث الواسعة حوالي 30 مجموعة بحث حول العالم. تتشارك جميع هذه المجموعات الافتراض الفيزيائي الأساسي والتوصيف الرياضي للمكان الكمومي. تطور البحث في اتجاهين: الجاذبية الكمية الحلقية المُقننة الأكثر تقليدية والجاذبية الكمية الحلقية المتلازمة الأحدث المسماة نظرية رغوة اللف.
يُطلق على النتائج الأكثر تطورًا للنظرية المطبقة على علم الكونيات، علم الكونيات الحلقي الكمي، وهي دراسة الكون البدائي وفيزياء الانفجار العظيم. ترى أعظم نتائج هذه الدراسة تطور الكون مستمرًا ما وراء الانفجار العظيم ويُطلق عليها نظرية الارتداد العظيم.

## خلفية تاريخية
في عام 1986، أعاد أبهاي أشتيكار صياغة نسبية آينشتاين العامة بلغة أقرب إلى بقية الفيزياء الأساسية. بعد ذلك بفترة قصيرة، أدرك تيد جاكوبسون ولي سمولين أن المعادلة الرسمية للجاذبية الكمومية المُسماة معادلة ويلر-دويت، تعترف بحلول معنونة بالحلقات عند إعادة كتابتها في متغيرات أشتيكار الجديدة.
حدد كارلو روفيلي ولي سمولين نظرية كمية غير اضطرابية وذات خلفية مستقلة للجاذبية عن طريق حلول الحلقة. فهم جورج بولين وجيرزي ليفاندوفيسكي أن تقاطعات الحلقات أساسية لتناسق النظرية، وأن النظرية يجب صياغتها من ناحية الحلقات المتقاطعة والرسوم البيانية.
أظهر روفيلي وسمولين، عام 1994، أن المعاملات الكمومية للنظرية المشتركة بالمساحة والحجم لها طيف مميز. أي إن هندستها مُكممة. تُحدد هذه النتيجة أساسات واضحة للهندسة الكمومية والتي يظهر أنها تُعنون بشبكات لف روجر بينروز وهي رسوم بيانية موسومة باللف.
وُضع الإصدار المُقنن للديناميكا على أرض صلبة عن طريق توماس ثيمان الذي حدد معاملًا هاميلتونيًا خاليًا من الشذوذ، مُظهرًا الوجود الرياضي لنظرية متناسقة ذات خلفية مستقلة. تطور الإصدار المتلازم للديناميكا خلال عدة عقود وتبلور عام 2008 عن طريق العمل المشترك لمجموعات بحثية في فرنسا وكندا والمملكة المتحدة وبولندا وألمانيا، ما أدى إلى تعريف عائلة من السعات المتحولة، والتي يمكن إظهارها في الحد الكلاسيكي مرتبطةً بعائلة من اقتطاعات النسبية العامة. أثبِتت محددودية هذه السعات عام 2011. يتطلب هذا الإثبات وجود ثابت كوني موجب متناسق مع التسارع المرصود في توسع الكون.

## التلازم العام واستقلال الخلفية
في الفيزياء النظرية، التلازم العام هو ثبات شكل قوانين الفيزياء تحت التحولات الإحداثية الاختيارية القابلة للاشتقاق. تكمن الفكرة الأساسية أن التنسيق هو حيلة تستخدم لوصف الطبيعة، وبالتالي يجب ألا يلعب أي دور في صياغة قوانين الفيزياء الأساسية، وهناك شرط أكثر أساسية هو مبدأ النسبية العامة الذي ينص على أن قوانين الفيزياء تأخذ الشكل نفسه في كل الأنظمة المرجعية. هذا تعميم لمبدأ النسبية الخاصة الذي ينص على أن قوانين الفيزياء تأخذ ذات الشكل في الأطر الداخلية.
في الرياضيات، التماثل التفاضلي هو تساوي الشكل في مجموعة متعددات الشعب السوية. وهو وظيفة انعكاسية تربط أحد متعددات الشعب القابلة للاشتقاق بالآخر وعليه تكون الوظيفة وعكسها سويتين. هذه هي التحولات المتناظرة المحددة للنسبية العامة منذ صياغة النظرية من حيث متعدد الشعب القابل للاشتقاق.
في النسبية العامة، يرتبط التلازم العام بشكل وثيق مع الثبات التماثلي التفاضلي، يُعد هذا التناظر إحدى الميزات المحددة للنظرية. ومع ذلك، هناك سوء فهم شائع حول أن الثبات التماثلي التفاضلي يشير إلى ثبات التنبؤات الفيزيائية لنظرية ما تحت التحولات الإحداثية الاختيارية؛ وهذا غير صحيح وفي الحقيقة كل نظرية فيزيائية ثابتة تتبع للتحولات الإحداثية.
التماثل التفاضلي، كما يُعرفه علماء الرياضيات، متصل بشيء أكثر جذرية؛ حدسي بطريقة يمكن تصوره يسحب كل الحقول الفيزيائية معًا (بما في ذلك حقل الجاذبية) فوق متعدد الشعب القابل للاشتقاق المجرد بينما يبقى في نفس النظام الإحداثي. التماثلات التفاضلية هي تحولات متناظرة حقيقية للنسبية العامة، وتأتي من التأكيد على أن صيغة النظرية ترتكز على متعدد شعب قابل للاشتقاق مجرد ولكن ليس على أي هندسة مسبقة، النظرية ذات خلفية مستقلة (وهذا تحول أساسي بما أن كل النظريات الفيزيائية قبل النسبية العامة كان جزء من صيغتها يمتلك هندسة مسبقة). ما لا يرتبط بهذه التحولات هو المصادفات بين القيم التي يأخذها حقل الجاذبية في هذه التحولات وذلك المكان والقيم التي يأخذها حقل المادة هناك. من هذه العلاقات يمكن للشخص صياغة فكرة للمادة الواقعة في حقل الجاذبية أو العكس بالعكس. هذا ما اكتشفه آينشتاين: تتموضع الكيانات الفيزيائية بالتوالي لبعضها البعض فقط وليس بالتتالي لمتعدد الشعب الزمكاني. ومثلما قال كارلو روفيلي: «لا مزيد من حقول الزمكان فقط حقول الحقول». وهذا المعنى الصحيح للمقولة: «يختفي المسرح ويصبح أحد الممثلين»؛ إن الزمكان بصفته حاويًا لما تأخذه الفيزياء لا يملك معنى فيزيائيًا موضوعيًا وبدلًا من ذلك يُمثل تفاعل الجاذبية بصفته أحد الحقول التي تشكل العالم. يُعرف هذا بالتفسير العقلاني للزمكان. يُعد إدراك آينشتاين أن النسبية العامة يجب أن تُفسر بهذه الطريقة أصل جملته الشهيرة «ما وراء أشد اعتقاداتي جموحًا».
في الجاذبية الكمية الحلقية، يُؤخذ هذا الوجه من النسبية العامة بجدية ويُحفظ هذا التناظر من خلال اعتماد أن الحالات الفيزيائية تبقى ثابتة في ظل مولدات التماثل التفاضلي. يُفهم تفسير هذا الشرط جيدًا من أجل التماثل التفاضلي المكاني الصرف. ومع ذلك، يُعد فهم التماثل التفاضلي متضمنًا الزمن (القيد الهاميلتوني) أصلب لأنه مرتبط بالديناميكا وما يُعرف بمعضلة الزمن في النسبية العامة. لم يُوجد إطار حسابي عام مقبول لاعتبار هذا القيد حتى الآن. إن المرشح المعقول للقيد الهاميلتوني الكمومي هو المعامل الذي قدمه ثيمان.
تُعد الجاذبية الكمية الحلقية ذات خلفية مستقلة. لا تُضمن معادلات الجاذبية الكمومية الحلقية أو يُعتمد عليها للزمان والمكان (باستثناء ثباتها الطوبولوجي). بدلًا من ذلك، يُتوقع أن تزيد الزمان والمكان على مسافات تُعتبر كبيرة نسبةً إلى طول بلانك. ما تزال هناك خفايا في قضية استقلالية الخلفية في الجاذبية الكمية الحلقية لم تُحل بعد. على سبيل المثال، تتطلب بعض الاشتقاقات خيارًا معدلًا للطوبولوجيا، بينما يجب أن تتضمن أي نظرية كمية متناسقة للجاذبية تغيرات طوبولوجية بصفتها عملية ديناميكية.